# Mohammed Abdel Wahab
Ne doit pas être confondu avec Mohamed Abdelwahab ou Mohammed ben Abdelwahhab.
Mohammed Abdel Wahab, également orthographié Mohamed Abdelwaheb (arabe : محمد عبد الوهاب), surnommé Mousikar Al Ajiyal (Musicien des générations), né au Caire en 1902 et mort le 4 mai 1991 dans cette même ville, est un chanteur et compositeur égyptien, très populaire sur la scène arabe.
Abdel Wahab a joué de l'oud bien avant de rencontrer le poète Ahmed Chawqi, qui lui fera découvrir le répertoire symphonique occidental (voir, entre autres, sa chanson J'aime la liberté qui débute par des notes empruntées à Beethoven). Il a joué dans plusieurs films et a composé dix chansons pour Oum Kalthoum. Chanteur, compositeur et luthiste, il est considéré comme l’un des principaux artisans du renouveau de la musique arabe.

## Biographie
Mohammed Abdel Wahab est né au Caire en 1902, au sein d’une famille modeste. Adolescent passionné par le théâtre chanté, il reprend en compagnie de ses camarades les chansons de Salama Hegazi (en). Il est engagé pour animer, en cachette et avec la complicité de sa sœur Aïcha, les entractes dans une petite salle de théâtre. Son père l'apprend et, furieux, lui interdit toute sortie. Il passe outre et fugue pour se produire dans un cirque.
Réconcilié avec sa famille, Mohammed s’inscrit dans un club de musique orientale où il s’initie au luth sous la direction de Mohammed El Kasabji, un des futurs musiciens attitrés d’Oum Kalthoum. Chanteur formé à l'école savante, il grave ses premiers enregistrements, des reprises de Salama Hegazi, vers l'âge de 13 ans. Ses propres compositions datent du début des années 1920. Imprégné de musique classique occidentale, il introduit des instruments non traditionnels dans la musique arabe comme la contrebasse, les castagnettes et le violoncelle, ainsi que des rythmes occidentaux à la mode comme le tango, la rumba ou la valse. Il emprunte certaines phrases musicales à des auteurs classiques occidentaux, Beethoven ou Bizet notamment, et limite la part de l'improvisation. Il développe ainsi, au tournant des années 1930, un style propre, qui rénove la musique arabe.
Premier chanteur de charme égyptien, Abdel Wahab met en valeur sa voix grâce au micro qui vient d'apparaître. Il triomphe en 1933 dans un film chantant, Al Warda al-baida, réalisé par Mohammed Karim pour lequel il définit les règles de la chanson moderne arabe : introductions musicales raccourcies, établissement de quatre couplets avec des thèmes musicaux différents et d'un refrain, le tout durant moins de dix minutes. De 1933 à 1949, il interprète huit films, en y imposant le duo chanté.

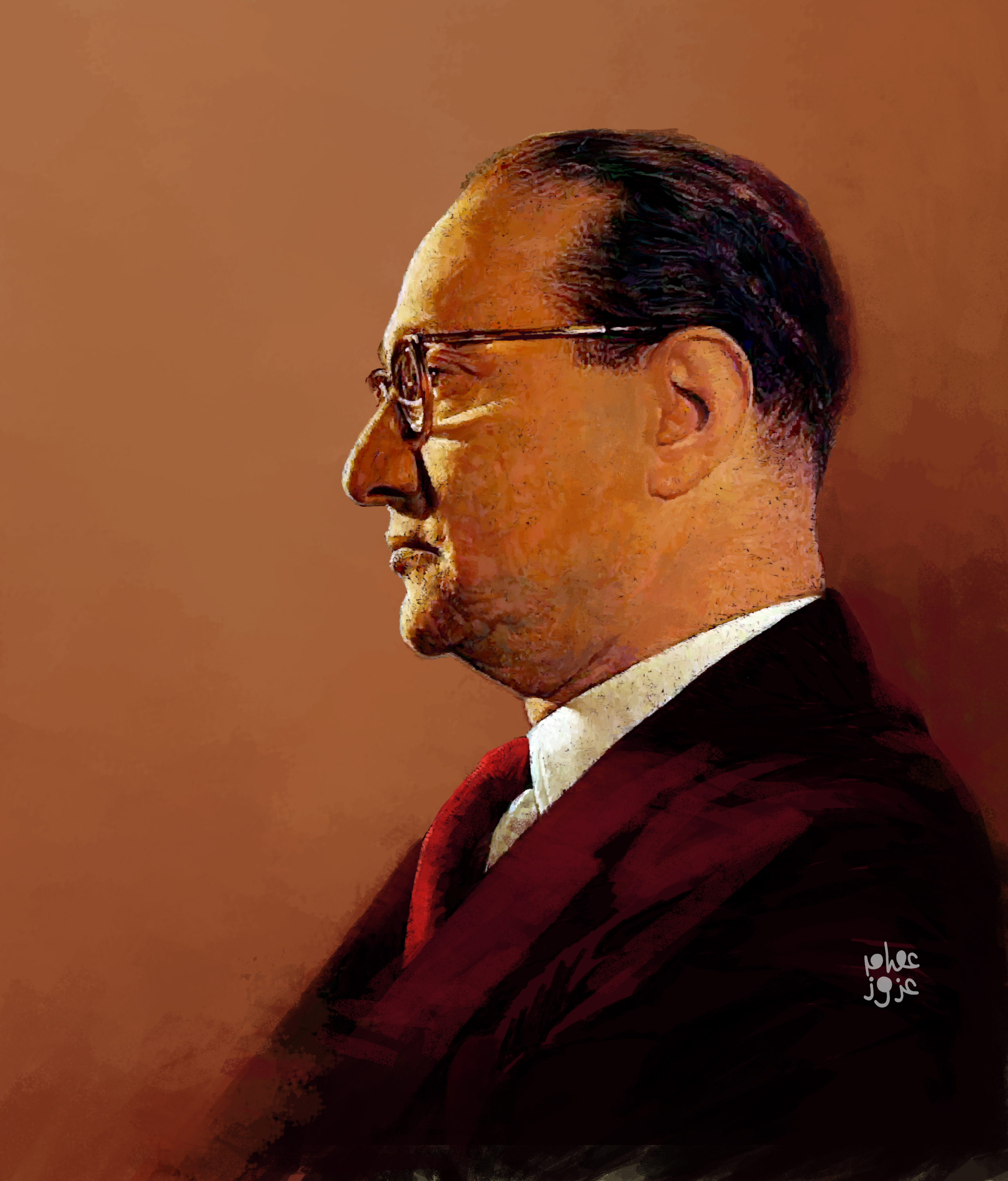
Portrait de Mohammed Abdel Wahab peint par Essam Azouz (2018).

Durant les années 1950, il se réserve les chansons classiques qu'il compose tout en écrivant des chansons plus légères pour d'autres interprètes. Sa coopération avec Oum Kalthoum débute en 1964. Il lui écrit, jusqu'en 1972, huit chansons sentimentales longues considérées comme des œuvres majeures de la musique arabe contemporaine.
Il décède dans la nuit du 3 au 4 mai 1991 au Caire.
Parmi ses chansons les plus célèbres, on trouve : Ya msafer wahdak, Al-nahr Alkhalid, Cléopatre, Min ghir lih (composée pour Abdel Halim et qu'il chante en 1989), ou encore Emta ezzaman.
Il a composé les musiques de Libye, Libye, Libye, hymne national de la Libye et de Ishy Bilady, hymne des Émirats arabes unis.

## Discographie
- 1920 : Waylahou ma hilalti (6:31), poème de Salama Higazi.
- 1920 : Ataïtou fa alfaïtoua sahira (6:33), poème de Salama Higazi.
- 1923 : Minka ya hajirou daï (6:11), écrit par Ahmed Chawki.
- 1923 : Manich bahebbek (6:14), écrit par Ahmed Rami.
- 1923 : Mala elkassat (6:26), écrit par Ahmed Achour.
- 1924 : Dar elbachayer (6:43), écrit par Ahmed Chawki.
- 1924 : Mal elfouad dha (5:49), écrit par Ibrahim Abdallah.
- 1924 : Taali noufni nafsaïna (6:23), écrit par Ahmed Rami.
- 1925 : Batet tounaji (6:22), écrit par Jalal Rodwane.
- 1925 : Sayed elqamar (6:12), écrit par Ahmed Chawki.
- Al jandoul.
- Al-nahr Alkhalid.
- Cléopatre.

## Décorations

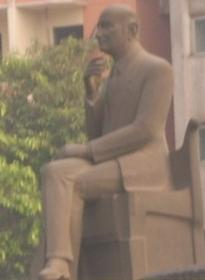
Statue de Mohammed Abdel Wahab au parc Bab El-Sharyia, Le Caire.

### Décorations égyptiennes
- Grand cordon de l'ordre du Nil ;
- Commandeur de l'ordre de la République égyptienne ;

- Grand-croix de l'ordre national du Mérite.

### Décorations étrangères
- Grand cordon de l'ordre suprême de la Renaissance ( Jordanie) ;

- Commandeur de l’ordre du Cèdre ( Liban);
- Collier de l'ordre du Grand Conquérant ( Libye) ;
- Commandeur de l'ordre du Mérite Intellectuel ( Maroc) ;
- Grand cordon de l'ordre du Mérite civil  ( Oman);
- Grand cordon de l'ordre du Mérite civil ( Syrie);
- Grand cordon de l'ordre de la République ( Tunisie).